# IPhone OS 2
iPhone OS 2 je druhá hlavní verze mobilního operačního systému iOS, vyvíjeného společností Apple. Navazuje na předchozí verzi iPhone OS 1 a byl poprvé představen 9. června 2008 na konferenci WWDC. K oficiálnímu vydání došlo 11. července 2008 společně s uvedením modelu iPhone 3G. Tato verze systému poprvé umožnila instalaci aplikací třetích stran prostřednictvím nového App Store.
Poslední aktualizací této řady byla verze 2.2.1. Systém byl 17. června 2009 nahrazen verzí iPhone OS 3.

## Novinky
- Zavedení App Store, umožňující instalaci aplikací třetích stran.
- Vylepšená aplikace Mail – push e-maily, podpora příloh z Microsoft Office a iWork, funkce BCC, hromadné mazání.
- Možnost ukládání obrázků z Mailu a Safari.
- Možnost vytváření hudebních knihoven v aplikaci iPod.
- Podpora nových jazyků – např. norštiny, polštiny, portugalštiny, korejštiny
- Podpora WPA2 a 802.1X sítí.
- Nové ikony aplikací Kontakty a iTunes Store.
- Vyhledávání a import kontaktů ze SIM karty.
- Integrace MobileMe.
- Vylepšený kalendář – podpora více kalendářů, barevné odlišení.
- Vědecká kalkulačka v režimu na šířku.
- Možnost zapnout Wi-Fi v režimu Letadlo, vypnutí Lokalizačních služeb.
- Podpora geotagování fotografií, parental control a snímků obrazovky.

## Cena aktualizace pro iPod Touch
Aktualizace z verze iPhone OS 1 na iPhone OS 2 byla pro uživatele iPhonu bezplatná. Majitelé iPodu Touch si ji však museli zakoupit za 9,95 USD. Důvodem byly účetní předpisy a požadavky plynoucí ze zákona Sarbanes–Oxley. Apple se následně zasadil o změnu těchto pravidel. Menší aktualizace v rámci řady iPhone OS 2.x byly již poskytovány bezplatně.

## Podporovaná zařízení

### iPhone
- iPhone (1. generace)
- iPhone 3G

### iPod Touch
- iPod Touch (1. generace)
- iPod Touch (2. generace)

## Výchozí aplikace
- Zprávy
- YouTube
- Hodiny
- iTunes Store
- Kalendář
- Akcie
- Kalkulačka
- App Store
- Fotky
- Mapy
- Poznámky
- Videa (iPod Touch)
- Kamera
- Počasí
- Nastavení

### Dock
- Telefon
- Mail
- Safari
- iPod

## Aktualizace
| Verze       | Datum vydání       | Poznámky |
| ----------- | ------------------ | --- |
| 2.0         | 11. července 2008  | Zavedení App Store, rozšířená lokalizace, import kontaktů ze SIM, WPA2, barevné kalendáře, Parental Controls.                        |
| 2.0.1       | 4. srpna 2008      | Vylepšení stability aplikací a odezvy klávesnice.                                                                                    |
| 2.0.2       | 18. srpna 2008     | Zlepšená mobilní konektivita, odstranění „Aktualizovat vše“ v App Store.                                                             |
| 2.1 / 2.1.1 | září 2008          | Rychlejší instalace aplikací, opravy chyb, přidání možností pro bezpečnostní kód, vylepšená výdrž baterie, podpora Genius playlistů. |
| 2.2         | 21. listopadu 2008 | Google Street View, stahování podcastů bez iTunes, podpora Emoji (v Japonsku), možnost vypnout automatickou opravu.                  |
| 2.2.1       | 27. ledna 2009     | Bezpečnostní oprava basebandu, další opravy.                                                                                         |

## Přijetí
Verze iPhone OS 2.0 byla médii přijata převážně kladně. Server iMore ji označil za výrazný technologický krok kupředu, i když poukázal na problémy se stabilitou a výkonem.
Server Macworld ocenil rozsah vylepšení, zároveň však vyjádřil přání, aby Apple řešil přetrvávající nedostatky systému.